# Gardenia pseudoternifolia
Gardenia pseudoternifolia är en måreväxtart som beskrevs av Theodoric Valeton. Gardenia pseudoternifolia ingår i släktet Gardenia och familjen måreväxter. Inga underarter finns listade i Catalogue of Life.